# Виль-Удлемон
Виль-Удлемо́н (фр. Ville-Houdlémont) — коммуна во французском департаменте Мёрт и Мозель региона Лотарингия. Относится к  кантону Мон-Сен-Мартен.	

## География
Виль-Удлемон расположен в 65 км к северо-западу от Меца в непосредственной близости от границы с Бельгией. Соседние коммуны: бельгийский Синьёль на севере, Горси на юго-востоке, Сен-Панкре на юге.

## История
Коммуна соединила старинную деревню Удлемон и более позднее поселение Виль, в котором расположен небольшой живописный замок.

## Демография
Население коммуны на 2010 год составляло 635 человек.
| 1962 | 1968 | 1975 | 1982 | 1990 | 1999 | 2010 |
| ---- | ---- | ---- | ---- | ---- | ---- | ---- |
| 332  | 520  | 504  | 512  | 504  | 531  | 635  |

## Галерея

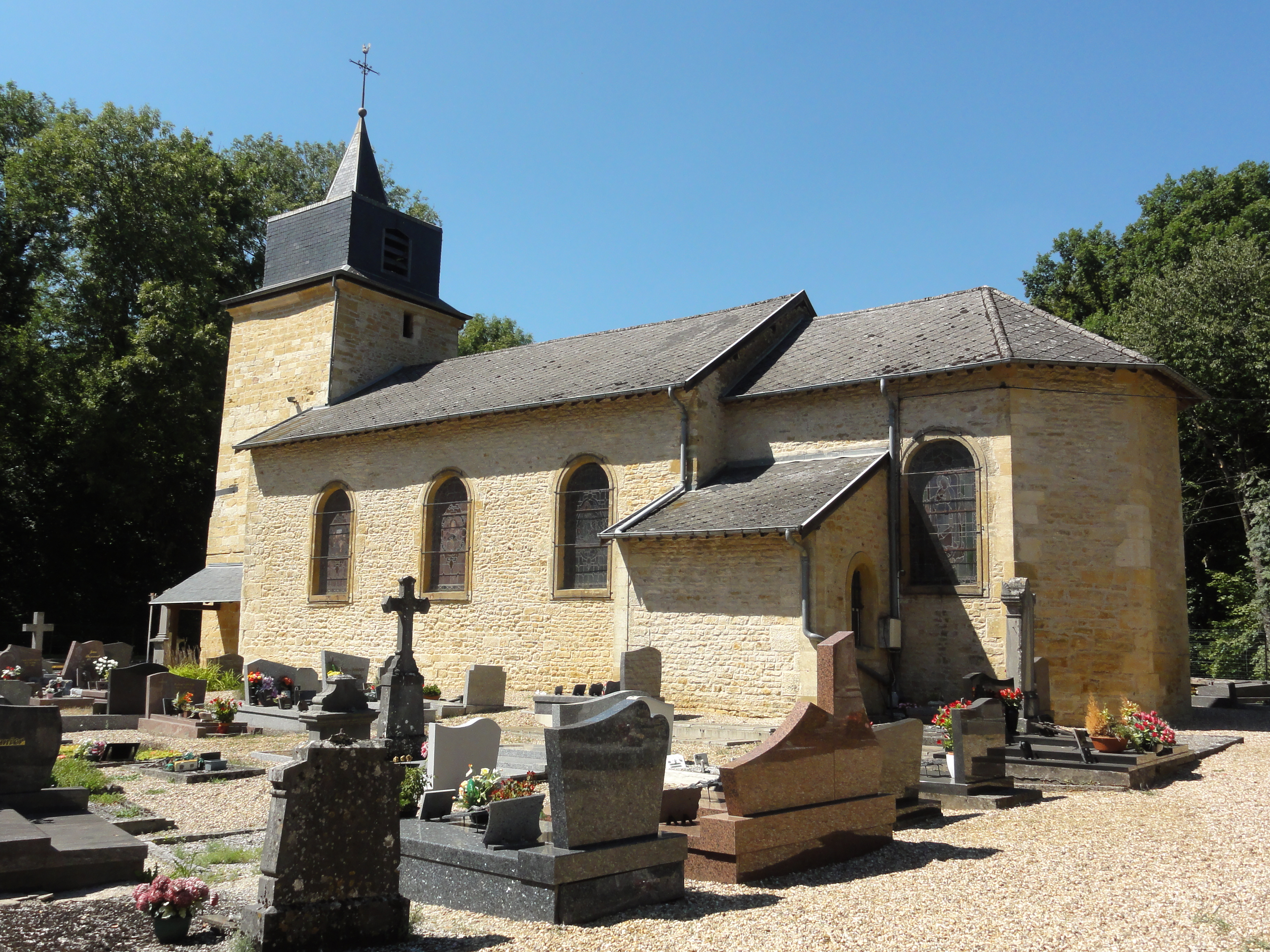
Церковь Сен-Дени
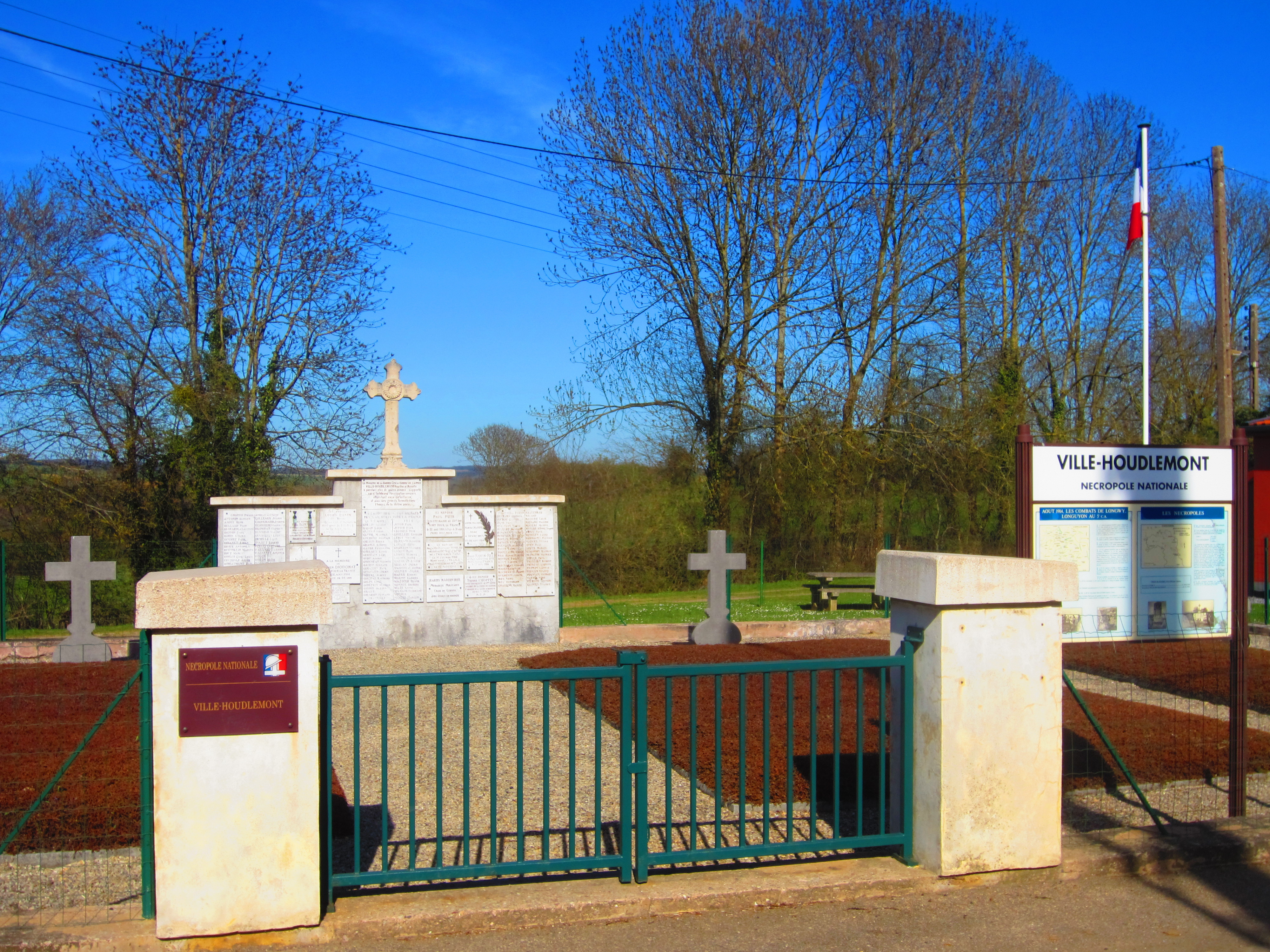
Французское военное кладбище
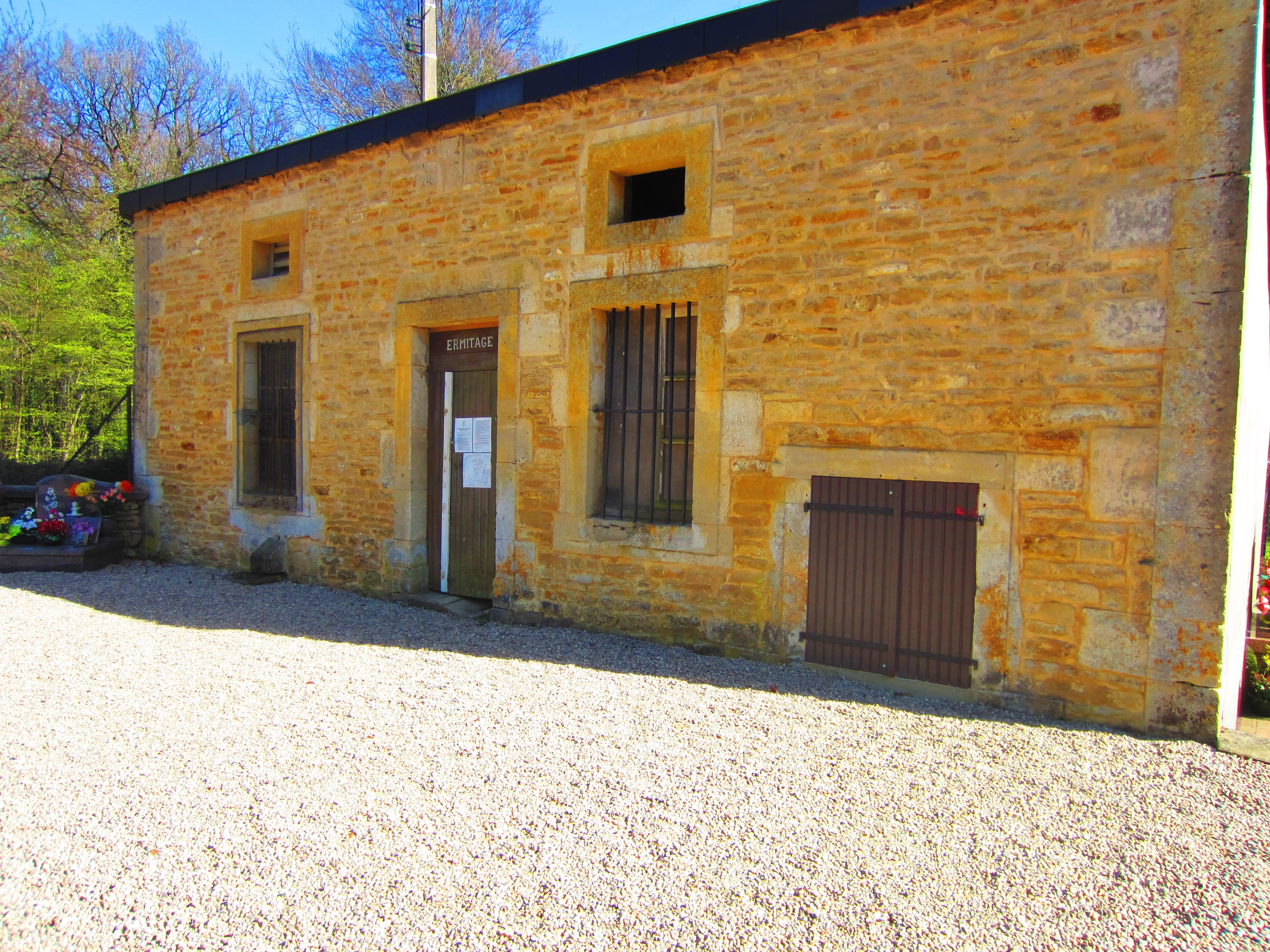
Бывший эрмитаж